# Oğlakçı
Oğlakçı ist ein von Jesiden bewohntes Dorf im Südosten der Türkei. Das Dorf liegt ca. 2,5 km nordöstlich von Viranşehir im gleichnamigen Landkreis Viranşehir in der Provinz Şanlıurfa. Der Ort befindet sich in Südostanatolien.

## Geschichte und Bevölkerung
Die Jesiden aus den 50 Dörfern im Kreis Viranşehir werden behördlich anerkannt, jedoch sind sie in der Türkei starker Diskriminierung ausgesetzt.